# Октябрьский (Сахалинская область)
Октя́брьский — упразднённый в 1963 году рабочий посёлок в Александровск-Сахалинском районе Сахалинской области России. 

## География
Располагался на мысу Рогатом на берегу Татарского пролива при впадении реки Чаша, южнее посёлка Дуэ.

## История
Возник до Революции 1917 года как шахтёрский посёлок при угольном руднике Рогатый. По данным на 1926 года рудник Рогатый состоял из 1 хозяйства. В административном отношении входил в состав Краснояровского сельсовета Александровского района Сахалинского округа Дальневосточного края.
В 1927 году рудник был восстановлен и получил название Октябрьский в честь 10-летия Октябрьской революции. В 1929 году посёлок получил статус посёлка городского типа. В 1930-е годы рудник был высокомеханизированным предприятием — более 90 % угля добывалось машинами и механизмами. 
По данным на 1937 год рабочий посёлок Октябрьский рудник являлся центром Октябрьского поссовета Александровского района.
В 1945 году на посёлок сошла мощная лавина, жертвами которой стали 131 человек. 
Упразднен решением Сахалинского облисполкома от 03.12.1963 № 397.

## Население
| 1926 | 1937  | 1959  |
| ---- | ----- | ----- |
| 6    | ↗1945 | ↗2744 |

По данным на 1926 год русские проживали в 100 % хозяйств.